# 澳門特別行政區歷史
澳门特别行政区史是1999年12月20日澳门回归中国设立特别行政区后至今的历史。设立特别行政区以来，澳门社会发展迅速。在2012年，澳门的人均本地生产总值达到名列世界第二，亚洲第一，仅次于卢森堡，成为亚洲首富。然而，財富絕大部分只給博彩業者帶來利益，澳門人收入並沒有因此而得益，月平均收入44,000元澳門幣，跟15,000元的收入中位形成巨大對比。顯示出產業不平衡、收入差距等的社會問題。

## 主权移交
1999年12月20日到午夜一时半，中华人民共和国澳门特别行政区政府成立暨宣誓仪式在中国国务院总理朱镕基的监誓下进行，首任澳门特别行政区行政长官何厚铧与新政府成员一同宣誓效忠澳门政府及中央政府。
自澳门特别行政区成立之后，澳门经济强势增长。由于赌权的开放，各行各业都受惠于博彩業、旅游业，带动建筑业、服务性行业、餐饮业和保险业也有增长。

## 21世纪

### 2000—2010年

#### 澳门马里二手杂货店火警
2003年11月4日凌晨约1时47分，上址附近的居民发现堆放于该店门前的杂物起火焚烧，故尝试利用大厦的消防喉灌救，但消防水栓的镗环却事前被拆去而无法开启水源阀门，遂报警求助。由于杂物中含有大量塑胶制品，故焚烧产生出有毒气体，并涌入店铺内；当时店东与他的妻子和两名儿子正身处阁楼，由于铺前已被火焰封住，而气窗则被防盗铁枝阻隔，故四人均未能即时逃出。
消防队在接报后2分钟抵达现场，发现火势相当猛烈并正向上蔓延，烧着楼上二楼和三楼的露台，随即动用两条喉笔向火场灌救，十多分钟将火势扑灭。
另外，中国政府于2003年实施的港澳个人游、内地与港澳关于建立更紧密经贸关系的安排政策和2005年被列入世界文化遗产的澳门历史城区等事件，都对澳门持续发展带来积极影响。

#### 获选世界文化遗产
2005年，澳门历史城区获列入世界文化遗产。同年，首次主办大型运动会东亚运，东道主澳门队夺得11面金牌，在9个参赛地区中排名第5，翌年审计署公布审计报告揭发东亚运工程严重超支，引起各界关注。

#### 欧文龙贪污案
在2006年澳门劳动节游行，由于失业等的社会问题没有解决，示威人士曾与警员爆发冲突。欧文龙在2000年至2006年间担任澳门运输工务司司长期间涉及贪污舞弊的案件。由于涉案数字惊人，欧文龙贪污数目是出任司长期间的薪俸56倍之多，因而有“澳门开埠最大贪污案”、“世纪贪污案”及“司长贪污案”等别称。由于欧文龙在拘捕后即时被免职，因此是为香港回归及澳门回归以来因为贪污而被革职的主要官员。聆讯时欧文龙被控41项受贿、30项洗黑钱及两项滥权罪，另外3项分别是在法律行为中分享利益、发表虚假声明及财产来历不明合共76项罪名。2008年1月30日下午4时，澳门终审法院裁定40项收受商人贿款，批出工务工程，及13项清洗黑钱罪名成立，判处欧文龙入狱27年，罚款24万元。

#### 維護國家安全法
2009年2月，澳門立法會通過維護國家安全法，並在2009年3月生效。

#### 其他
2009年12月20日崔世安当选新一任澳门特别行政区长官。在2010年澳门劳动节游行中，示威人士在沙梨头因路线问题与警员爆发激烈冲突。

### 2010—2020年
2010年，贾瑞于广州亚运武术男子套路刀术棍术全能项目表现出色，为澳门夺得史上首枚亚运金牌。
2012年，一艘渔船在嘉乐庇大桥附近海域与一艘货船相撞后下沉，3人丧生。
2017年，颱風天鴿吹襲澳門，造成10人死亡及大規模停電停水。澳門氣象局需懸掛回歸後首個十號風球，澳門政府更需邀請解放軍協助救災，是港澳地區歷史上首次。
2017年，澳門獲評定為聯合國教科文組織「創意城市美食之都」。
2018年，港珠澳大橋正式通車。
2019年，澳門輕軌首期(即氹仔段)開通。